# 야오예청
야오예청(姚冶誠, 1889년 7월 26일 ~ 1972년 3월 28일)은 중화민국 총통을 지낸 장제스(蔣介石)의 측실(側室)이었던 여성이다.

## 생애
1913년 장제스의 측실이 되었으나 1921년에 퇴출되었다. 그녀는 장제스(蔣介石)가 신분이 천한 일본 여성과의 사이에서 얻은 아들인 장웨이궈를 1916년부터 1921년까지 5년간을 양모(養母)의 자격으로 양육하였다. 그 후 1949년 중국 본토가 공산화되자 대만 타이베이로 이주하여 그곳에서 지내던 중 1964년 파킨슨병에 걸려 8년간 투병하며 지내다가 1972년 3월 28일을 기하여 향년 83세로 별세하였다.